# Наталија Гордијенко
Наталија Гордијенко (енг. Natalia Gordienko; 11. децембар 1987) је молдавска певачица поп музике.

## Каријера
Наталија Гордијенко је рођена 11. децембра 1987, у Кишињеву. Родитељи су јој били украјинског порекла. У детињству је певала у дечјем хору, током школовања је научила свирати клавир и почела се бавити плесом. С 15 година је почела наступати на разним музичким такмичењима. 2005. године се придружила бенду Millennium.
Заједно са Арсенијумом и Connect-R је представљала Молдавију на Песми Евровизије 2006. са песмом "Loca". Били су 20. од 24 песме са 22 освојена бода. 2009. године се окушала у каријери DJ-а. 2011. године објављује свој први албум под називом Time, на већ годину касније и други албум Cununa de flori.
29. фебруара 2020. је учествовала на молдавском националном избору за Песму Евровизије 2020. са песмом Prison. Наступала је друга и победила је са максимална 24 бода. Тиме је постала представница Молдавије на Песми Евровизије 2020. у Ротердаму. 18. марта 2020. Европска радиодифузна унија је објавила да се Песма Евровизије 2020. отказује због пандемије корона вируса. Наталија Гордијенко је интерно изабрана за представницу Молдавије на Песми Евровизије 2021.